# Bakonybél
Bakonybél (hongrois : Bakonybél [ˈbɒkoɲbeːl]) est une localité hongroise située dans le comitat de Veszprém. Il est fameux pour son abbaye fondée au XIe siècle et reconstruite à l'époque baroque. Elle est toujours en activité.

## Site et localisation

### Topographie et hydrographie
Bakonybél se situe au cœur de l'Öreg-Bakony (le « Vieux Bakony »), dans la vallée du ruisseau Gerence, à proximité du plus haut sommet du massif du Bakony, le Kőris-hegy, qui culmine à 709 mètres. La ville la plus proche est Zirc, distante de 16 kilomètres.

### Aires faunistiques et floristiques
Les environs de Bakonybél offrent de nombreux itinéraires de randonnée et de découverte naturelle. Parmi les lieux les plus notables figurent le Kőris-hegy (709 m), le gouffre de Kerteskő et la grotte d'Odvaskő. Le lac Hubertlaki, surnommé le « Gyilkos-tó » (lac meurtrier) du Bakony, est un ancien site de chasse de la famille Esterházy ; leur pavillon de chasse y a autrefois brûlé. La clairière de Hamuházi-rét abritait également un pavillon de chasse à étages appartenant aux comtes Esterházy, aujourd'hui remplacé par une maison forestière et une maison-refuge pour les randonneurs, gérée par l'office forestier de Bakonybél.

## Histoire
La première mention écrite conservée de Bakonybél remonte à 1083, sous le nom de Beli. L'histoire du village est étroitement liée à celle du monastère bénédictin fondé par le roi Étienne Ier. Durant la période arpadienne, Bakonybél fut un important centre spirituel. Entre 1023 et 1030, saint Gérard y vécut en ermite, succédant à saint Günther. Une chapelle, non loin du village, leur rend hommage.
Le village fut entièrement détruit durant l'occupation ottomane. Par la suite, il passa sous la propriété de l'abbaye de Pannonhalma, qui entreprit sa réinstallation après l'expulsion des Turcs. Au début du XVIIIe siècle, des colons slovaques s'y établirent, suivis, à la fin du siècle, par des colons allemands. De 1815 à 1859, une verrerie renommée fonctionna à Somhegypuszta, hameau rattaché à la commune.
Le monastère Saint-Maurice a été entièrement restauré en 2018.

## Population

### Minorités culturelles et religieuses
Lors du recensement de 2011, 88,3 % des habitants de Bakonybél se déclaraient hongrois, 1,3 % allemands, 0,1 % roms et 0,1 % slovaques ; 15 % n'ont pas souhaité répondre. Sur le plan religieux, 75,1 % se déclaraient catholiques romains, 1,9 % réformés, 0,6 % évangéliques, 0,2 % gréco-catholiques, 2,7 % sans confession, tandis que 17,9 % n'ont pas répondu.
Selon le recensement de 2022, 94,4 % des habitants se déclaraient hongrois, 1,4 % allemands, 0,5 % ukrainiens, 0,5 % roms, et 0,1 % respectivement roumains, grecs, arméniens, bulgares, ruthènes et slovaques. Par ailleurs, 2,9 % se déclaraient d'une autre nationalité non autochtone, et 4,9 % n'ont pas répondu. Concernant la religion, 51,8 % des habitants se déclaraient catholiques romains, 2,8 % réformés, 1,2 % évangéliques, 0,6 % gréco-catholiques, 0,2 % orthodoxes, 1,7 % autres chrétiens, 1,2 % autres catholiques, et 5,9 % sans confession, tandis que 34,5 % n'ont pas répondu.

## Équipements

### Réseaux extra-urbains
La localité est uniquement accessible par la route, via la route secondaire 8301 qui relie la région de Zirc à celle de Pápa ; cette route traverse le centre du village.

## Patrimoine local
Bakonybél présente de nombreux sites religieux, culturels et naturels qui en font une destination touristique prisée dans le massif du Bakony.
Sur le plan religieux, on y trouve l'église catholique romaine dédiée à saint Maurice et ses compagnons martyrs, ainsi que le monastère bénédictin Sainte-Maurice, édifice baroque fondé au XVIIIe siècle et restauré en 2018. À proximité du village, la chapelle de Szentkút constitue un lieu de pèlerinage.
Le village abrite également plusieurs équipements culturels, notamment la Pannon Csillagda, un centre d'astronomie ouvert au public, ainsi qu'un musée ethnographique en plein air et une maison traditionnelle (tájház) illustrant la vie rurale ancienne.

## Personnalités liées à la localité
Parmi les figures marquantes liées à Bakonybél figure Izidor Guzmics (1786–1839), moine bénédictin, essayiste et théologien, membre de l'Académie hongroise des sciences et fidèle ami de Ferenc Kazinczy. Il fut abbé de Bakonybél de 1832 jusqu'à sa mort.
Un autre bénédictin, Márk János Kovács (1782–1854), enseignant, prédicateur et poète, passa les dernières années de sa vie à Bakonybél, où il mourut.
L'auteur-compositeur et interprète Tamás Cseh, figure emblématique de la scène musicale hongroise, fut fait citoyen d'honneur de Bakonybél le 18 avril 2009. Propriétaire d'un domaine dans le village, point de départ de camps thématiques autour des cultures amérindiennes, il y vécut en permanence durant les deux dernières années de sa vie.
Enfin, Irén Lajos Zoltvány, historien de la littérature et pédagogue, fut directeur du collège de Pannonhalma et abbé de Bakonybél entre 1921 et 1938.